# Insulivitrina reticulata
Insulivitrina reticulata es una especie de molusco gasterópodo de la familia Vitrinidae en el orden de los Stylommatophora.

## Distribución geográfica
Es endémica de la isla de Tenerife, en el Archipiélago Canario (España). Solamente se le puede encontrar en la ladera sur del macizo de Anaga, en dos poblaciones que en conjunto ocupan un área menor de 3 km² y que se encuentran cercanas a la población de Santa Cruz de Tenerife (a unos 200 metros del inicio de la urbanización). Solo parte de su hábitat se encuentra protegido.

## Hábitat
Se encuentra en la zona del piso basal.